# Deepack
Deepack - duet, w skład którego wchodzą Marcel van der Zwan oraz Frank Pechler. Tworzą głównie muzykę hardstyle.

## Kariera
Marcel van der Zwan i Frank Pechler rozpoczęli karierę muzyczną w latach 90. XX wieku. Tworzyli muzykę z gatunkach hardcore i trance. Popularność im przyniósł utwór Drop out. W 2001 roku do zespołu dołączył Ramon Roelofs. W tym okresie powstały produkcje 100%, Here’s Johnny, Down-Low. Światowy rozgłos i rozpoznawalność w obrębie sceny hardstyle przyniósł im utwór pt. "The Prophecy", stworzony na potrzeby imprezy Qlimax 2003. Innymi znanymi utworami grupy są m.in. Kick This Mutha, Stomper, Rockin’ Steady i remiksy X2X We Want More, Funky Shit, The Sound Of The Bass. 
Aktualnie tworzą hardstyle w konwencji new-style'owej, jednak wydali jeszcze w stylu hard single Skitzo i Free Ur Mind.

## Single
| Single                    | Rok wydania | Wytwórnia              | Szczegóły                                  |
| ------------------------- | ----------- | ---------------------- | ------------------------------------------ |
| Drop Out!/Santa Cruz      | 2001        | Moveable Frequency     |                                            |
| Here's Johnny             | 2003        | Q-Dance                |                                            |
| The Prophecy              | 2003        | Q-Dance                | Titelmelodie z zespołu Qlimax              |
| Kick This Mutha           | 2004        | Q-Dance                | feat. DJ Luna                              |
| Who's Got The Beatz       | 2004        | Q-Dance                | feat. MC Ruffian                           |
| Rockin' Steady            | 2005        | Straight On Recordings | feat. Showtek                              |
| Stampuhh / On Da Wheelz   | 2006        | Scantraxx              | feat. The Prophet                          |
| Speakafreaxz              | 2007        | Hardcopy Recordings    |                                            |
| Remixxed 001              | 2007        | Scantraxx              | A1: Stampuhh (Beholder & Max Enforcer rmx) |
| Can't hold us down        | 2007        | Hardcopy Recordings    | Titelmelodie z grupy Decibel               |
| Rock Diz / In Other Wordz | 2009        | Scantraxx Evolutionz   | feat. D-Block & S-Te-Fan                   |
| Mystery                   | 2010        | Hardcopy Recordings    |                                            |